# Jardin exotique (quartier de Monaco)
Le Jardin exotique (monégasque : Giardi̍n eso̍ticu) est un quartier de Monaco, dans la partie ouest de la principauté.

## Présentation
Le quartier regroupe depuis 2013 les anciens quartiers de La Colle et des Révoires, il fait partie de l'ancienne commune de la Condamine. Sa superficie est de 234 865 m2. Le Jardin exotique de Monaco est situé dans ce quartier.
A la base de la falaise du Jardin Exotique (dite « de l'observatoire » en raison de la présence ancienne d'un petit observatoire astronomique), à 100 m d'altitude, s'ouvre une cavité souterraine aménagée pour les visites.
La création d'un axe souterrain et piéton permettra en 2023 de relier le haut du boulevard du Jardin exotique au quartier de Fontvieille.
Le chemin des Révoires, une route frontalière culminant à 161 mètres d'altitude, est le point le plus élevé de la principauté.